# Benewent
Benewentⓘ (wł. Beneventoⓘ) – miasto i gmina we Włoszech, w regionie Kampania, w prowincji Benewent.
Według danych na 1 stycznia 2022 roku gminę zamieszkiwało 56 939 osób (27 165 mężczyzn i 29 774 kobiety).
W starożytności był osadą warowną Samnitów pod nazwą Maleventum. W 268 p.n.e. w czasie wojen samnickich opanowali go Rzymianie. W 275 p.n.e. pod Benewentem odbyła się bitwa między królem Molossów, Pyrrusem a Rzymianami, zakończona strategicznym zwycięstwem tych drugich. Pod wpływem etymologii ludowej zmienili oni nazwę miasta (prawdopodobnie wywodzącą się z greki i znaczącą „obfitujący w jabłka”) z Maleventum na Beneventum, gdyż słowo „Maleventum” kojarzy się z łacińskim „złe wydarzenie”. a „Beneventum” z „dobre wydarzenie”.
Od VI do XI wieku Benewent był stolicą jednego z księstw Longobardów. W X w. został siedzibą arcybiskupstwa. Niewielkim terytorium Benewentu rządzili następnie papieże (choć de iure pozostawało ono niezależne od Państwa Kościelnego).
Napoleon dał księstwo (razem z tytułem książęcym) Talleyrandowi, który o nie dbał, jednak po upadku Napoleona powróciło we władanie papieży, by w 1860 wejść w skład zjednoczonych Włoch.
Różnorodny przemysł; węzeł komunikacyjny; turystyka. Zabytki: ruiny teatru z I w., Łuk Trajana z II w., katedra romańska, kościół bizantyjski z VIII w., zamek i mury obronne z XIV w.; muzea.

## Urodzeni w Benewencie
- Dauferio Epifani dei duchni di Benevento – papież Wiktor III
- Alberto de Morra OPraem – papież Grzegorz VIII
- św. Józef Moscati – patron chorych i lekarzy
- Stefania Pirozzi – włoska pływaczka